# Cossé-d’Anjou
Cossé-d’Anjou korábbi község Franciaország Loire mente régiójában, Maine-et-Loire megyében. 2015. december 15-én tizenegy másik korábbi községgel egyesült és Chemillé-en-Anjou új község része lett.
Lakosainak száma 419 fő (2018. január 1.). Cossé-d’Anjou Valanjou, La Salle-de-Vihiers, La Tourlandry, Chemillé-Melay, Chemillé és Melay községekkel határos.

## Népesség
A település népességének változása:
| Lakosok száma | 331  | 305  | 286  | 360  | 407  | 435  | 429  | 430  | 424  | 419  |
|               | 1962 | 1968 | 1982 | 1990 | 1999 | 2008 | 2011 | 2013 | 2017 | 2018 |